# Харитоново (Кубенский сельсовет)
Харитоново — деревня в Вологодском районе Вологодской области.
Входит в состав Кубенского сельского поселения, с точки зрения административно-территориального деления — в Кубенский сельсовет.
Расстояние по автодороге до районного центра Вологды — 36 км, до центра муниципального образования Кубенского — 6 км. Ближайшие населённые пункты — Обухово, Губино, Шушково.
По переписи 2002 года население — 4 человека.